# Момци и девојке
Момци и девојке (енгл. Guys and Dolls) је филмски мјузикл из 1955. у режији Џозефа Манкевица. У главним улогама су Џин Симонс и Марлон Брандо.

## Радња
Иако постоје разлике између позоришне и филмске верзије, заплет се у заснива на активностима ситних криминалаца и професионалних коцкара у касним четрдесетим годинама 20.-ог века у Њујорку.

## Улоге
| Глумац        | Улога          |
| ------------- | -------------- |
| Марлон Брандо | шериф Колдер   |
| Џин Симонс    | Сара Браун     |
| Френк Синатра | Нејтан Дитроит |
| Вивијан Блејн | Мис Аделејд    |